# Iglesia de Copacabana
La Iglesia de Copacabana fue una ermita católica en honor a Nuestra Señora de Copacabana que dio nombre al barrio de Copacabana en Río de Janeiro, Brasil. 

## Historia
Construida a principios del siglo XVIII en lo alto de una colina y junto al mar, frente a la playa que en esa época se llamaba "Sacopenapã", su finalidad era servir al culto religioso de una pequeña comunidad de pescadores. La pequeña iglesia fue construida en la cima de la punta de granito donde ahora se encuentra el Fuerte de Copacabana. Se desconoce el autor y los constructores, pero es probable que los propios pescadores hicieran el trabajo de construcción.
El relato más antiguo sobre la iglesia se refiere a un documento de 1732 de Frei Antônio de Guadalupe, cuando era obispo de Río de Janeiro, en el que solicitaba reparaciones en el tejado, el pórtico y las paredes. Incluso en esta época, la iglesia era de propiedad privada.
En 1746, hubo una renovación completa y la construcción de una casa para los peregrinos, gracias a una promesa de António de Nossa Senhora do Desterro Malheiro Reimão, obispo de Río de Janeiro. La promesa tuvo lugar cuando el eclesiástico llegaba a la ciudad de São Sebastião do Rio de Janeiro para hacerse cargo de la diócesis, procedente de Angola, y su carabela, al entrar en la bahía de Guanabara, sufrió una impetuosa borrasca. En medio de la fuerte lluvia y de los golpes de la nave, Dom Antônio do Desterro divisó la iglesia en lo alto de la colina y prometió a Nuestra Señora de Copacabana (el católico ya había visto la iglesia cuando pasó brevemente por la ciudad en su viaje Portugal-Luanda) que, si se salvaba, haría mejoras en el edificio. Salvado de un desastre inminente, cuando se hizo cargo de la arquidiócesis, cumplió su promesa. A partir de este momento y con la intervención financiera, la iglesia y el terreno adyacente pertenecieron a la Mitra Arquidiocesana.
La pequeña capilla adolecía de una administración fija. Esto se debía a que los devotos eran pocos y, por tanto, las colectas escasas. Además, su mantenimiento era costoso, ya que estaba situada frente al mar, expuesta a fuertes vientos y lluvias. Por estas razones, varias congregaciones recibieron la iglesia, pero siempre fue devuelta a la Mitra Arquidiocesana. Los primeros en rechazar la tarea fueron los monjes benedictinos. Con la Orden del Carmelo, la iglesia permaneció poco tiempo y fue devuelta. El Seminario de Lapa administró el lugar durante unos años, pero en 1810, cuando los carmelitas se hicieron cargo del seminario, la congregación devolvió de nuevo la pequeña iglesia.
A mediados del siglo XIX, el obispado externalizó la administración de la iglesia. En los primeros años de la república, el lugar ya sufría la especulación inmobiliaria pues el barrio ya había recibido su nombre gracias a la "pequeña iglesia" que bautizó la zona.
Los primeros gobiernos republicanos invirtieron mucho en el ejército, que fue expropiando las propiedades vecinas a la iglesia. En 1907, se presentó el proyecto de un fuerte frente a la playa, ya que se consideraba un punto estratégico para las fuerzas armadas. La llegada de la Primera Guerra Mundial prácticamente ayudó al gobierno federal a romper las barreras legales e inició la construcción de una fortaleza al final de la playa de Copacabana. Bajo la presión del gobierno y asociada a los problemas administrativos del templo, la Mitra Arquidiocesana vendió la propiedad al Ejército Brasileño por 80 contos de reis, tras la aprobación del decreto de despojo Nº 12,924 de 20 de marzo de 1918. Poco después, la iglesia fue demolida para crear espacio físico para el Fuerte de Copacabana.
Con el desalojo, la imagen de Nuestra Señora de Copacabana, que pertenecía a la iglesia desde finales del siglo XVIII y fue traída de Bolivia, fue recogida por la familia Teffé y colocada en la capilla del Castillo de São Manoel, propiedad de esa familia en Petrópolis. La misma imagen fue devuelta a la nueva iglesia de Copacabana, en el Posto 6 junto al Fuerte, el 8 de diciembre de 1953, cuando la nueva iglesia aún estaba en construcción.